# Justyna Dąbkowska-Kujko
Justyna Dąbkowska-Kujko – polska literaturoznawczyni, prof. dr hab. nauk humanistycznych. Zatrudniona w Katedrze Literatury Staropolskiej Wydziału Nauk Humanistycznych Katolickiego Uniwersytetu Lubelskiego Jana Pawła II. Od 2020r. wicedyrektorka Instytutu Literaturoznawstwa KUL.

## Życiorys
W 1995 roku ukończyła studia magisterskie z zakresu filologii polskiej na Wydziale Nauk Humanistycznych Katolickiego Uniwersytetu Lubelskiego Jana Pawła II. Jej praca magisterska, zatytułowana Monografia i krytyczna edycja "Wirydarza" Stanisława Grochowskiego, została przygotowana pod kierunkiem dr. hab. Adama Karpińskiego. Bezpośrednio po ukończeniu studiów rozpoczęła pracę w Katedrze Literatury Staropolskiej Katolickiego Uniwersytetu Lubelskiego, z którą jest związana nieprzerwanie od 1995 roku.
W 2001 roku uzyskała stopień doktora nauk humanistycznych na podstawie rozprawy Edycja krytyczna "Rozmów Artaksesa i Ewandra" Stanisława Herakliusza Lubomirskiego, której promotorem był prof. dr hab. Adam Karpiński, a recenzentami prof. dr hab. Mirosława Hanusiewicz i prof. dr hab. Ludwika Szczerbicka-Ślęk. W 2011 roku na Wydziale Nauk Humanistycznych KUL uzyskała stopień doktora habilitowanego nauk humanistycznych w dyscyplinie naukowej literaturoznawstwo na podstawie rozprawy Justus Lipsjusz i dawne przekłady jego dzieł na język polski. Recenzentami habilitacji byli m.in. prof. dr hab. Paulina Buchwald-Pelcowa, prof. dr hab. Mirosława Hanusiewicz-Lavallee i prof. dr hab. Sylwester Dworacki.
W 2012 roku została zatrudniona na stanowisku profesora nadzwyczajnego w Katolickim Uniwersytecie Lubelskim. W latach 1997–2005 pracowała jako nauczyciel-wykładowca w Zespole Kolegiów Nauczycielskich w Zamościu, uzyskując w 2002 roku stopień nauczyciela mianowanego. Od 2005 do 2013 roku była zatrudniona na stanowisku wykładowczyni w Państwowej Wyższej Szkole Zawodowej im. Szymona Szymonowica w Zamościu.
W 2020 roku objęła funkcję wicedyrektorki Instytutu Literaturoznawstwa KUL oraz pełnomocniczki Dziekana Wydziału Nauk Humanistycznych ds. nagród i odznaczeń. 2 lutego 2024 roku postanowieniem Prezydenta RP otrzymała tytuł profesora nauk humanistycznych w dyscyplinie literaturoznawstwo.
Od 2009 roku jest członkinią Towarzystwa Literackiego im. Adama Mickiewicza, a od 2012 roku pełni funkcję prezeski Oddziału Lubelskiego TLiAM. Od 2010 roku jest członkinią Towarzystwa Naukowego KUL.
Jej zainteresowania naukowe obejmują prozę polityczno-filozoficzną XVI i XVII wieku, literaturę parenetyczną renesansu i baroku oraz edytorstwo naukowe dzieł literatury dawnej. Jest autorką licznych publikacji naukowych, które przyczyniły się do rozwoju badań nad literaturą staropolską.
Prywatnie jest żoną Wojciecha Kujko-Dąbkowskiego oraz matką Jana Kujko-Dąbkowskiego.